# فرودگاه تک‌بانده اسکس\بیلینگ
فرودگاه تک‌بانده اسکس\بیلینگ (به انگلیسی: Essex/Billing Airstrip) یک فرودگاه همگانی است که یک باند فرود چمن دارد و طول باند آن ۶۱۷ متر است. این فرودگاه در کشور کانادا قرار دارد و در ارتفاع ۱۹۲ متری از سطح دریا واقع شده است.